# فروزينوني
فروزينوني Frosinone، مدينة في جنوب وسط إيطاليا، عاصمة مقاطعة فروزينوني ضمن إقليم لاتسيو وتبعد عن روما مسافة 75 كم إلى الجنوب الشرقي، مبنية على هضبة تشرف على وادي ساكو ومحاطة بالجبال، يمر بها نهر كوزا، وجدت بمناطق مختلف أدوات تعود للعصر الحجري، سكانها 48,600 نسمة.

## السكان
في سنة 1871 بلغ عدد السكان 10٬057 نسمة، وتطور العدد ليصل في سنة 2011 لـ 46٬649 نسمة.
يظهر هذا المخطط البياني تطور النمو السكاني لـ فروزينوني

## توأمة
لفروزينوني اتفاقيات توأمة مع كل من:
- إلموود بارك
- تيكومسه
- نوتشيرا أومبرا
- بونزا،لاتسيو

## أعلام
- ماركو جالودزي
- هرمزيدا
- سيلفريوس
- سفين باريس
- جيوفاني فونتانا